# Cerro Quetena
Cerro Quetena är ett berg i Bolivia.   Det ligger i departementet Potosí, i den södra delen av landet, 400 km sydväst om huvudstaden Sucre. Toppen på Cerro Quetena är 5 693 meter över havet.
Terrängen runt Cerro Quetena är huvudsakligen lite bergig. Cerro Quetena är den högsta punkten i trakten. Trakten runt Cerro Quetena är nära nog obefolkad, med mindre än två invånare per kvadratkilometer..
Omgivningarna runt Cerro Quetena är i huvudsak ett öppet busklandskap.